# Live at Newport (álbum de Joan Baez)
Live at Newport es el séptimo álbum en directo de la cantante estadounidense Joan Báez, publicado por la compañía discográfica Vanguard Records en septiembre de 1996. El disco incluyó canciones en directo interpretadas durante las ediciones de 1963, 1964 y 1965 del Festival de Folk de Newport, dos de ellos, «It Ain't Me Babe» y «With God on Our Side», a dúo con Bob Dylan.

## Lista de canciones
1. "Farewell, Angelina" (Bob Dylan) – 3:41
2. "Long Black Veil" (Marijohn Wilkin, Danny Dill) – 3:11
3. "Wild Mountain Thyme" (Francis McPeake) - 4:48
4. "Come All You Fair and Tender Maidens" (Tradicional) - 3:57
5. "Lonesome Valley" (Tradicional) - 3:39
6. "Hush Little Baby" (Tradicional) – 1:07
7. "Te Ador/Te Manha" (Jungnickle, Tradicional) – 3:57
8. "All My Trials" (Tradicional) - 4:38
9. "It's All Over Now, Baby Blue" (Dylan) – 3:55
10. "The Unquiet Grave" (Tradicional) - 3:03
11. "Oh, Freedom" (Tradicional) - 3:15
12. "Satisfied Mind" (Jack Rhodes) - 3:13
13. "Fennario" (Tradicional) – 3:47
14. "Don't Think Twice, It's All Right" (Dylan) – 3:37
15. "Johnny Cuckoo" (Bessie Jones) – 4:28
16. "It Ain't Me Babe" (Dylan) – 4:45
17. "With God on Our Side" (Dylan) – 6:37

## Personal
- Joan Báez: voz y guitarra
- Charles Everett Lilly: bajo
- Bob Dylan: guitarra y voz
- Peter Yarrow: guitarra y voz
- Mary Travers: voz